# 수분 퍼텐셜
수분 포텐셜(water potential)은 물이 가지고 있는 잠재적인 에너지를 의미한다. 이는 물이 이동하려는 경향을 나타내며, 주로 식물 생리학에서 중요한 개념이다. 수분 포텐셜은 그리스 문자 Ψ (프사이)로 나타내며, 압력 단위로 측정된다.

## 수분 포텐셜의 구성 요소
수분 포텐셜은 여러 가지 요소로 구성된다. 압력 포텐셜 (Pressure Potential, Ψp): 물이 압력에 의해 이동하는 경향을 나타낸다. 예를 들어, 식물 세포 내의 팽압이 이에 해당한다.
1. 압력 포텐셜 (Pressure Potential, Ψp): 물이 압력에 의해 이동하는 경향을 나타낸다. 예를 들어, 식물 세포 내의 팽압이 이에 해당한다.
2. 용질 포텐셜 (Solute Potential, Ψs): 용질의 농도에 의해 물이 이동하는 경향을 나타낸다. 용질이 많을수록 수분 포텐셜은 낮아진다.
3. 중력 포텐셜 (Gravitational Potential, Ψg): 중력에 의해 물이 이동하는 경향을 나타낸다. 이는 주로 높은 위치에서 낮은 위치로 물이 이동하는 것을 설명한다.
4. 매트릭스 포텐셜 (Matrix Potential, Ψm): 물이 고체 표면에 흡착되는 경향을 나타낸다. 이는 주로 토양에서 물이 이동하는 것을 설명한다.  수분 포텐셜의 단위는 메가파스칼(MPa)이며, 순수한 물의 수분 포텐셜은 0 MPa이다. 수분 포텐셜은 항상 음수 값을 가지며, 값이 낮을수록 물이 이동하려는 경향이 큰다.

## 수분 포텐셜의 계산
수분 포텐셜은 다음과 같은 식으로 계산된다:
Ψ=Ψs+Ψp+Ψm
여기서 Ψ는 총 수분 포텐셜을 나타내며, Ψs, Ψp, Ψm은 각각 용질 포텐셜, 압력 포텐셜, 기질 포텐셜을 나타낸다.

## 수분 포텐셜의 중요성
수분 포텐셜은 식물에서 물의 이동을 결정하는 중요한 요소이다. 물은 수분 포텐셜이 높은 곳에서 낮은 곳으로 이동한다. 예를 들어, 식물의 뿌리는 토양에서 물을 흡수할 때, 뿌리의 수분 포텐셜이 토양의 수분 포텐셜보다 낮기 때문에 물이 뿌리로 이동하게 된다.